# CAMIF
CAMIF (ursprünglich für Coopérative des Adhérents à la Mutuelle des Instituteurs de France) ist ein französischer Versandhändler für Einrichtungsgegenstände, Heimwerker- und Gartenbedarf. Sie war zeitweise drittgrößte Versandhandelsunternehmen in Frankreich, geriet jedoch in wirtschaftliche Schwierigkeiten; nach einer Insolvenz im Jahr 2008 wurde das Geschäft neu aufgestellt.

## Kennzahlen
Der Umsatz belief sich 2005 auf EUR 679 Millionen, der Gewinn 2006 auf EUR 8 Millionen, 2007 auf EUR 4 Millionen.
2005 wurden 7,2 Millionen Artikel vertrieben, über 190.000 verschiedene Artikel waren erhältlich. CAMIF hatte 2005 knapp 2000 Mitarbeiter und 1,15 Millionen Gesellschafter. In seiner aktuellen Form beläuft sich der Umsatz der CAMIF auf EUR 30 Millionen (2023).

## Geschichte
CAMIF wurde 1947 von Edmond Proust als Solidargemeinschaft zur preiswerten Versorgung mit notwendigen Artikeln in Form einer Einkaufsgenossenschaft gegründet.
Proust hatte bereits 1934 den unabhängigen Versicherungsverein auf Gegenseitigkeit MAAIF (Mutuelle assurance automobile des instituteurs de France; später umbenannt in MAIF, Mutuelle d’assurance des instituteurs de France) ins Leben gerufen.
1949 wurde CAMIF in eine genossenschaftlich organisierte Aktiengesellschaft (ähnlich einer KGaA) umgewandelt, deren Mitgliedschaft Lehrern vorbehalten war. 1963 zog CAMIF, die bisher nur über ein kleines Lager verfügte, nach Niort um und eröffnete dort ein erstes Ladengeschäft. 1971 wurde das erste vollständig automatisierte Warenlager Europas (13 Hektar groß) durch CAMIF in Trévins de Chauray bei Niort in Betrieb genommen, 1973 ein Geschäft in Toulouse eröffnet.
1981 benutzte CAMIF als erstes Versandhandelsunternehmen den Minitel, einen frühen französischen Onlinedienst, zur Kommunikation mit seinen Gesellschaftern. 1983 öffnete sich die CAMIF für Kommunen als Kunden und ein erster Versandhauskatalog wird herausgegeben. 1985 eröffnete ein Lager in Lille-Ronchin, 1987 ein Möbellager in Paris.
Im selben Jahr wurden erstmals Verbraucherkredite über die Tochtergesellschaft C2C angeboten. 1988 öffnete sich CAMIF für Partner (einige Krankenversicherungen, u. a. MGEN für den Öffentlichen Dienst im Erziehungswesen) und brachte Spezialkataloge für deren Mitglieder heraus. Das Kooperationsabkommen wurde auf alle Krankenkassen für den öffentlichen Dienst erweitert und ein Katalog für Kommunalbeschäftigte herausgebracht. 1991 folgten Spezialkataloge für Post- und Militärangehörige.
1992 wurde der Delikatessenhändler Léon Fargues übernommen sowie der französisch-schweizerische Verlag Delachaux & Niestlé. Außerdem erschien der erste vollständig digitale Katalog. 1993 öffnete sich CAMIF für Mitglieder von 41 Organisationen aus verschiedenen Bereichen des Sozialwesens. Der Club CAMIF wurde gegründet, der Gesellschaftern der CAMIF besondere Vorteile bietet. 1994 wurde ein Geschäft in Lyon eröffnet, CAMIF Magnet in der Tschechischen Republik gegründet und das Agrarproduktunternehmen Nicole Bernard übernommen. 1996 beteiligt sich CAMIF an Savour Club (Weine und Spirituosen). 1997 werden die Tochtergesellschaften CAMIF Habitat (Wohnen), die auf Heimwerkerbedarf und Gartenartikel spezialisiert ist und CAMIF Solidarité (für soziale Engagements) gegründet. Die Website www.camif.fr geht an den Start. Weitere Läden eröffneten 1998 in Marseille, 2000 in Tours und Annecy, 2001 in Rennes. Die Geschäfte der CAMIF wurden strategisch neu ausgerichtet. 2002 wurde ein Multimedia-Kundenkontaktzentrum eingerichtet. Eine weitere Öffnung für die Mitglieder der genossenschaftlichen CASDEN-Volksbank erfolgte.
2003 geriet CAMIF in finanzielle Schwierigkeiten und ging eine Partnerschaft mit 3 Suisses International (3SI) ein. Die Ladengeschäfte in Lille und Toulouse wurden offen für alle Konsumenten, der Savour Club wurde verkauft. Um die Aktivitäten des Club CAMIF weiterzuführen, wurde die Gesellschaft Romactis gegründet. 2004 wurde gemäß der Vereinbarung mit der 3SI-Gruppe (und unterstützt von MAIF, der MGEN-Krankenversicherung und der CASDEN-Volksbank) die tschechische Tochter Magnet CAMIF verkauft und die 3SI-Tochtergesellschaft Cofidis übernahm 66 % des Kapitals der CAMIF-Konsumentenkredittochter C2C.
Eine Tochtergesellschaft namens CAMIF Particuliers, spezialisiert auf natürliche Personen, wurde gegründet. Unrentable Läden wurden geschlossen (Coquelles bei Calais, Rouen). Im September 2007 erwarb der US-amerikanisch finanzierte Beteiligungsfonds Osiris Partners einen Mehrheitsanteil an CAMIF Particuliers, jedoch ohne Stimmrechte. Im März 2008 gab die CAMIF einige Geschäftsaktivitäten auf (wie IT, Video und Bekleidung) und konzentrierte sich auf den Bereich Heim und Haus (Möbel, Haushaltsgeräte, Heimtextilien, Dekoration, Garten usw.).
Anfang September 2008 gab CAMIF, die damals 1370 Mitarbeiter hatte, die Streichung von rund 500 Arbeitsplätzen bekannt. Obwohl sie in zwei Sanierungsplänen in den Jahren 2005 und 2007 bereits ihre operativen Kosten um ein Viertel gesenkt hatte, blieb die Tochtergesellschaft CAMIF Particuliers in finanziellen Schwierigkeiten und beantragte im Oktober 2008 die Eröffnung des Insolvenzverfahrens; das Handelsgericht Niort beschloss anschließend die Liquidation der Tochtergesellschaft. Auch die Muttergesellschaft musste Insolvenz erklären.
Das Geschäft der CAMIF wurde 2009 von Emery Jacquillat, dem Gründer von Matelsom, einen erfolgreichen Versandhändler von Matratzen übernommen und neu aufgestellt; das Unternehmen konzentriert sich fortan auf nachhaltige Möbel und Einrichtungsgegenstände aus französischer Produktion. 2013 wurde die Matelsom Gruppe in Camif Matelsom umbenannt. Im Jahr 2015 gehört CAMIF zu den ersten französischen Unternehmen, die sich als B-Corp für die Nachhaltigkeit ihrer Produkte zertifizieren lassen.
Im Jahr 2021 übernimmt MAIF eine Mehrheitsanteil von 82 %.